# Hengzhen
Hengzhen (恒镇, Héngzhèn) né en 1944 est le fils de Yuyan. Il s'agit de la sixième personne dans l'ordre de succession du trône de Chine.
Dans les années 80, dans le cadre de l'exode forcé de militaires de l’ethnie majoritaire des chinois han pour peupler le Xinjiang à l'époque majoritairement ouïghours il travailla dans un documentaire racontant comment l'armée développait l'agriculture vivrière dans la contrée de Shihezi, Hengzhen, descendant de l'empereur Daoguang étant d'ethnie mandchoue,.